# Pius Franciszek Boreyko
Pius Franciszek Boreyko vel Borejko herbu Boreyko – podstoli podolski, podczaszy podolski (1762), stolnik podolski (1762–1776), stolnik latyczowski (1776), podstarości latyczowski (1782), podkomorzy latyczowski (1789), poseł na sejmy, w tym Sejm Czteroletni, kawaler Orderu Świętego Stanisława.

## Życiorys
W 1762 roku piastował urzędy podczaszego podolskiego i stolnika podolskiego (stolnikiem podolskim był do 1776 roku). Był elektorem Stanisława Augusta Poniatowskiego w 1764 roku z województwa podolskiego. Od 1769 roku był podkomorzym latyczowskim. W 1776 roku był stolnikiem latyczowskim, a w 1782 roku – podstarościm latyczowskim. 
Poseł na sejm 1766 roku z województwa podolskiego. Posłował na sejm walny w latach 1776, 1776, 1778 i 1782. W 1778 roku został wybrany z Małopolski do Komisji Skarbowej Koronnej. Był również posłem na Sejm Czteroletni, po którego zakończeniu król Stanisław August zlecił mu nadzór nad sejmikami podolskimi, aby wymóc na nich potwierdzenie Konstytucji 3 maja.
Był kawalerem Orderu Świętego Stanisława (1791).

## Życie rodzinne
Był synem Piotra, kasztelana zawichoskiego, i Teofili Wolskiej h. Nowina. Miał troje rodzeństwa: Katarzynę, Andrzeja i Feliksa. Dwukrotnie się żenił: pierwszą jego żoną była Helena Krasicka h. Rogala, drugą – Anna Gołkowska. Z pierwszego małżeństwa miał syna Jana Nepomucena Pijusa .